# Rwanda Nziza
Rwanda Nziza (‘Hermosa Ruanda’ en kiñaruanda) ha sido el himno nacional de Ruanda desde 1 de enero de 2002.
Reemplaza a Rwanda Rwacu, que había sido el himno nacional desde 1962.

## Rwanda rwacu
Este fue adoptado en 2002. 
Rwanda rwacu Rwanda Gihugu cyambyaye

Ndakuratana ishyaka n'ubutwari

Iyo nibutse ibigwi wagize kugeza ubu

Nshimira Abarwanashyaka

Bazanye Repubulika idahinyuka

Bavandimwe, b'uru Rwanda rwacu twese

Nimuhaguruke

Turubumbatire mu mahoro, mu kuli

Mu bwigenge no mu bwumvikane

Impundu nizivuge mu Rwanda hose

Repuburika yakuye ubuhake

Ubukolonize bwagiye nk'ifuni iheze

Shinga umuzi Demokarasi

Waduhaye kwitorera Abategetsi

Banyarwanda: abakuru namwe abato

Mwizihiye u Rwanda

Turubumbatire mu mahoro, mu kuli

Mu bwigenge no mu bwumvikane
Bavuka Rwanda mwese muvuze impundu

Demokarasi yarwo iraganje

Twayiharaniye rwose twese uko tungana

Gatutsi, Gatwa na Gahutu

Namwe Banyarwana bandi mwabyiyemeje

Indepandansi twatsindiye twese hamwe 

Tuyishyigikire

Tuyibumbatire mu mahoro, mu kuli

Mu bwigenge no mu bwumnvikane

Ni mucyo dusingize Ibendera ryacu

Arakabaho na Perezida wacu

Barakabaho abaturage b'iki Gihugu

Intego yacu Banyarwanda

Twishyire kandi twizane mu Rwanda rwacu

Twese hamwe, twunge ubumwe nta mususu

Dutere imbere ko

Turubumbatire mu mahoro, mu kuli

Mu bwigenge no mu bwumvikane.

## Traducción
Ruanda, nuestro hermoso y querido país
Engalanado de colinas, lagos y volcanes
Madre Patria, sé siempre colmada de felicidad
Todos nosotros, tus hijos, los abañarruanda
Cantamos tu esplendor y proclamamos tus grandes hazañas.
Tú, regazo maternal de todos nosotros,
Sé por siempre admirado, próspero y cubierto de elogios.

Preciosa herencia, que Dios te proteja.
Nos has colmado de bienes inestimable.
Nuestra cultura común nos identifica.
Nuestra lengua única nos unifica.
Que nuestra inteligencia, nuestra conciencia y nuestras fuerzas
Te colmen de riquezas diversas
Para un desarrollo renovado incesante.

Nuestros valiosos antepasados
Se entregaron en cuerpo y alma
Hasta hacer de ti una gran nación.
Has tenido razón del yugo colonial-imperialista
Que devastó a toda África por completo
Y henos aquí con la comodidad de tu independencia soberana
Adquirida que defenderemos sin cesar.

Manteniendo este rumbo, bien amada Ruanda,
De pie, nos comprometemos por ti
Con el fin de que la paz reine en todo el país
Que seas libre de toda traba
Que tu determinación anime el progreso
Que destaquen tus relaciones con todos los países
Y que por fin tu dignidad te otorgue estima.